# Port Kaituma
Port Kaituma är en ort i regionen Barima-Waini i nordvästra Guyana. Orten hade 1 152 invånare vid folkräkningen 2012. Den ligger vid Kaituma River, cirka 54 kilometer söder om Mabaruma.
På 1970-talet uppförde Jim Jones, ledare av sekten Folkets tempel, samhället Jonestown cirka 11 kilometer från Port Kaituma.